# 昔董
昔董（Sadung或Sadon）是缅北克钦邦的一个小镇，是腾冲通往密支那的必经之地，主要居住华人、缅族、傣族、傈僳族、景颇族等，人口约2万人。镇上有一座中文学校——华兴学校。

## 歷史
昔董於清朝時屬雲南省騰越廳，光绪十八年（1892），英軍派兵佔領該地。逼使清派駐英公使薛福成交涉滇緬邊界問題。而光緒二十年與英國簽訂了中英《續議滇緬界務商務條款》卻也因不明確的劃界，為之後的片馬問題埋下了導火線。

## 地理
昔董位於緬甸北部偏遠的山區，是騰密公路的物資轉運中心。

## 相關連結
- 陳彩怡(在昔董)的故事